# Vardzia
Vardzia (grúz nyelven ვარძია) barlangváros és barlangkolostor Grúzia déli részén a Szamche-Dzsavaheti régióban, a Kura folyó bal partján. 1993 óta szerepel a világörökségi javaslati listán.

## Története
A 12. században III. György grúz király rendeletére kezdték kialakítani az Eruseti-hegy 500 méter magas sziklafalába. A törökök és perzsák elleni határvidéki erődítményt leánya, I. Tamar uralkodása alatt fejezték be, és ekkor épült az Elszenderülés temploma is. A mélyebb barlangokat alagutak, lépcsők, teraszok, hosszú folyosók kötötték össze. A hét emelet eredetileg 3000 barlanglakása 50 000 embernek biztosított lakhelyet. Minden egyes lakás három helyiségből állt. 1193 és 1195 között a szeldzsuk–grúz katonai konfliktus idején Tamar királynő és kísérete Vardziában élt. A városban működött kincstár, templom, könyvtár. Pékségek látták el kenyérrel a lakosságot. A fürdőmedencékbe kerámiacsöveken vezették a vizet.
1283-ban földrengés okozott beomlásokat. Mára csak 750 helyiség maradt meg 900 m² területen. Vardzia legfontosabb látnivalója az Elszenderülés temploma. A dongaboltozatú nagytermét színes falfestmények, többek között III. György és Tamar freskói díszítik.

## Képek

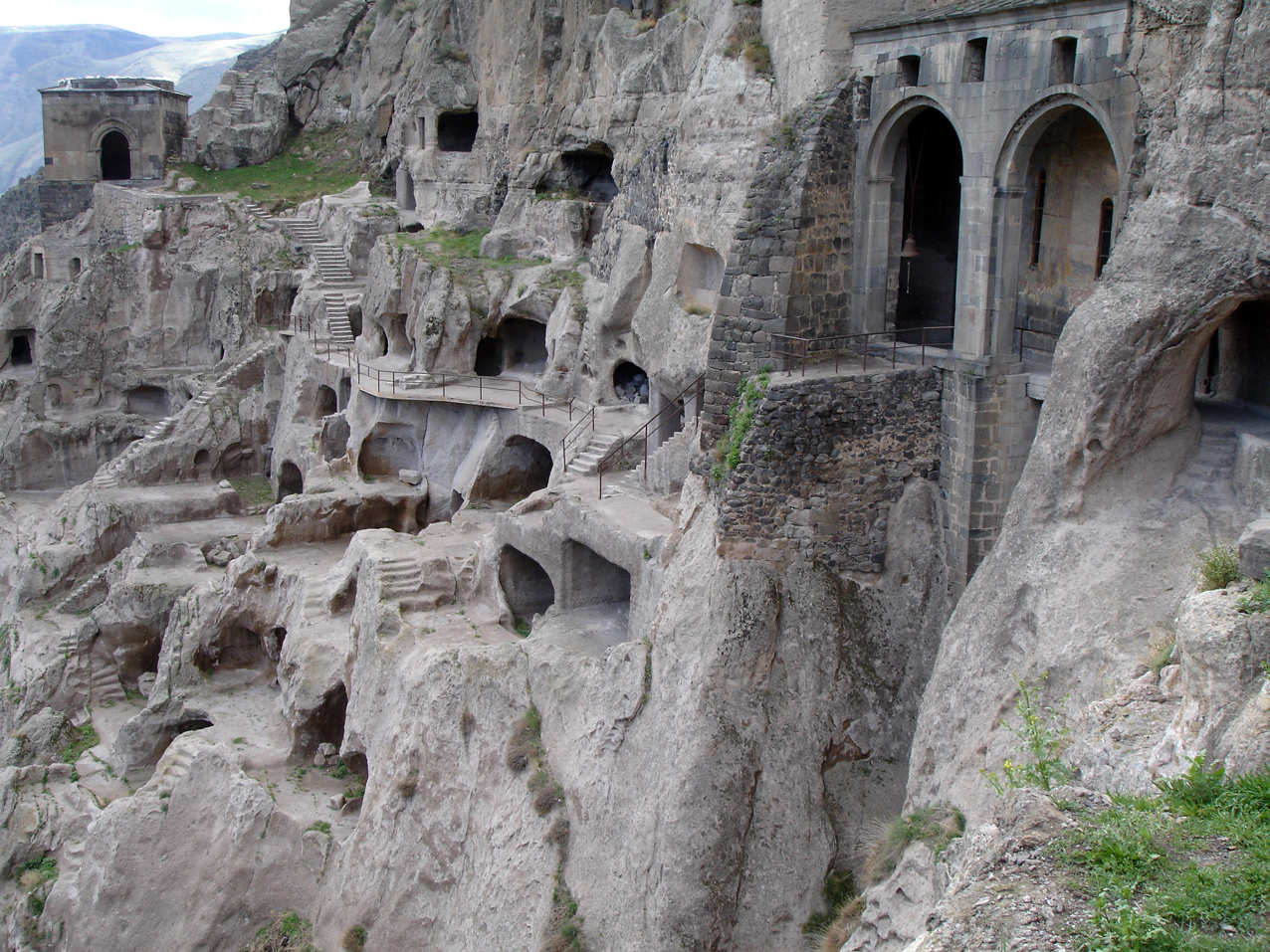
Vardzia
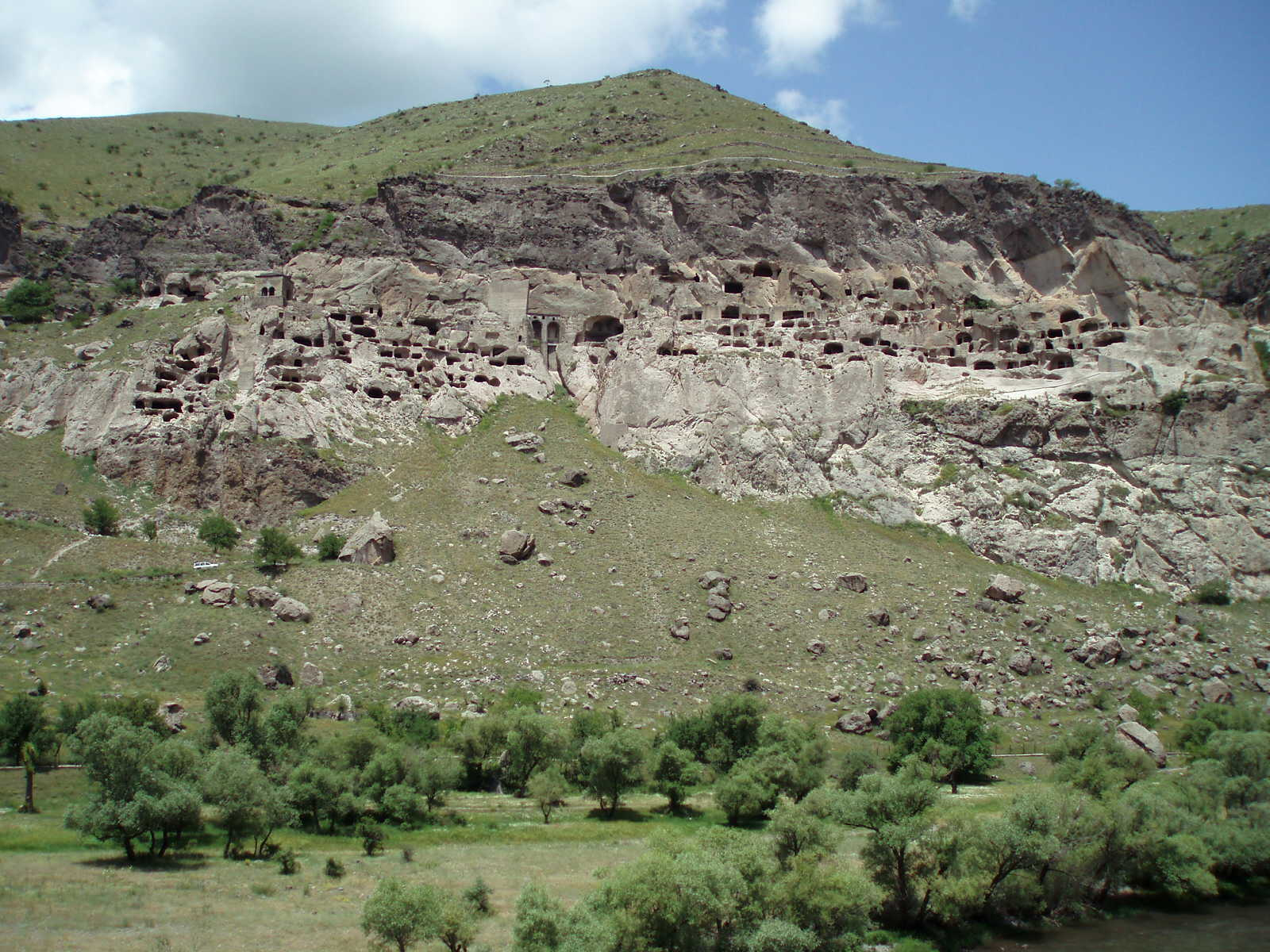
Vardzia látképe
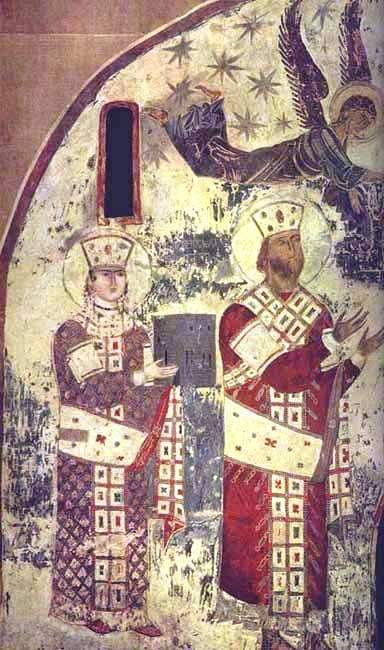
I. Tamart és III. Györgyöt ábrázoló freskók
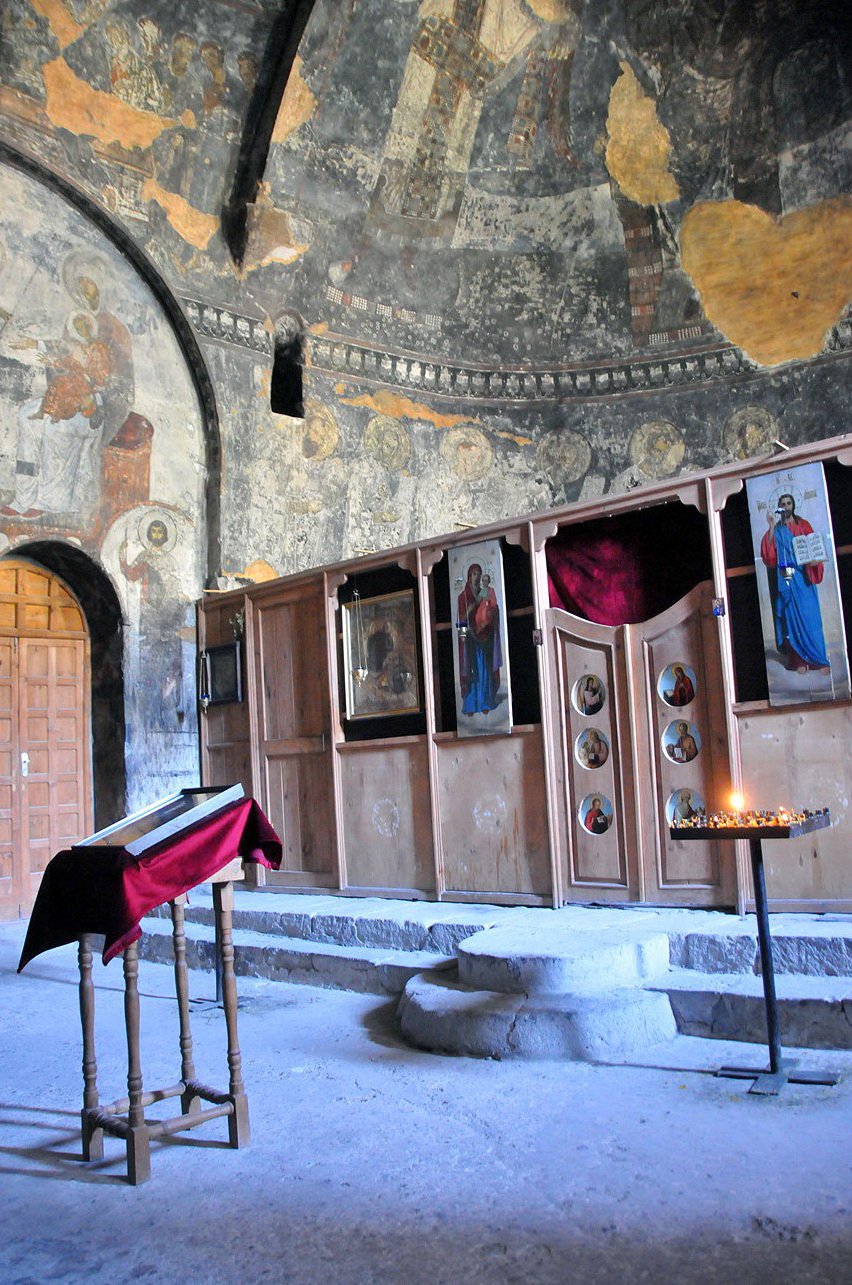
Ikonosztáz az Elszenderülés templomában
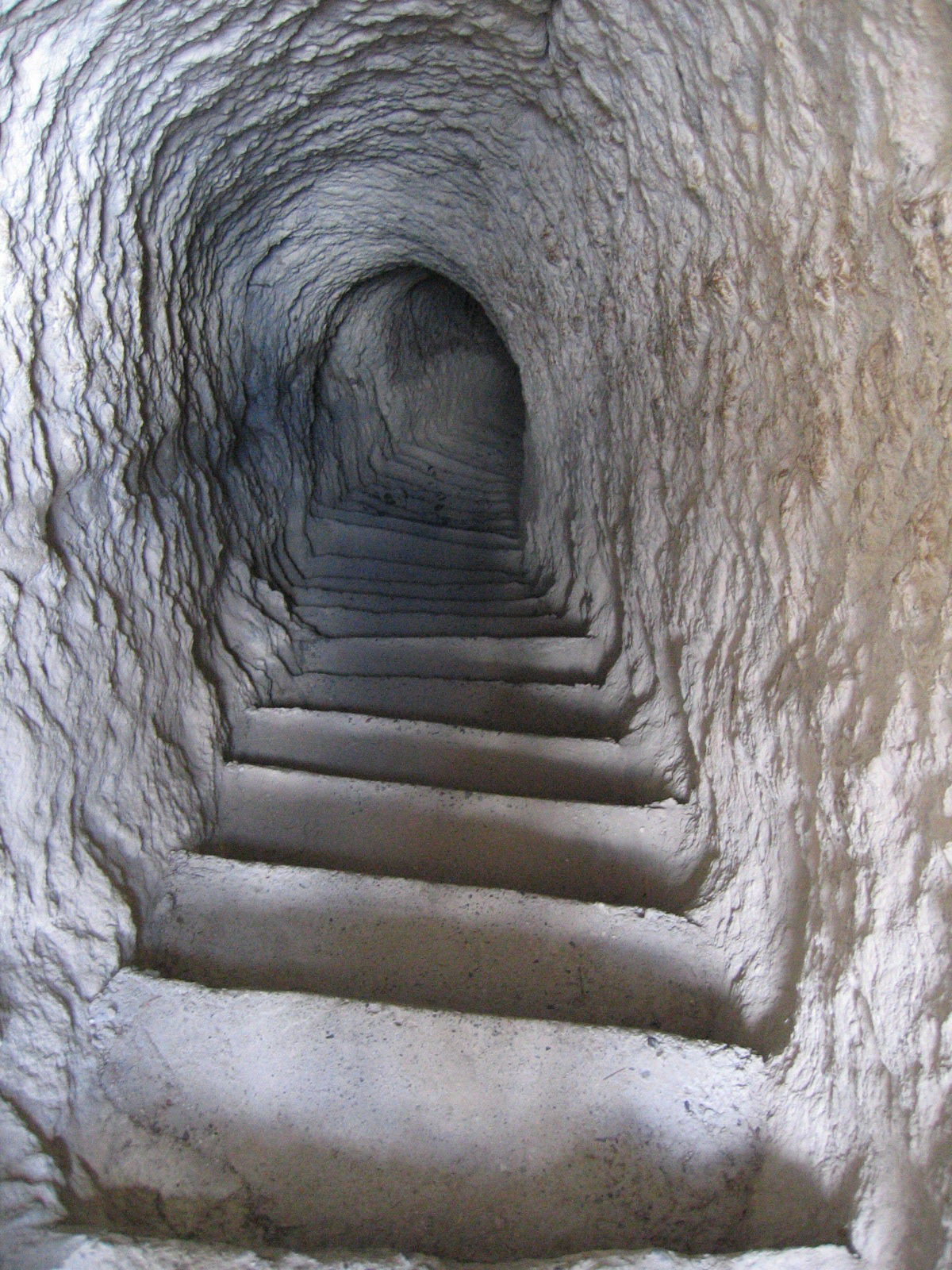
Vészkijárathoz vezető alagút

## Fordítás
Ez a szócikk részben vagy egészben  a   Wardsia című német Wikipédia-szócikk ezen változatának fordításán alapul.  Az eredeti cikk szerkesztőit annak laptörténete sorolja fel. Ez a jelzés csupán a megfogalmazás eredetét és a szerzői jogokat jelzi, nem szolgál a cikkben szereplő információk forrásmegjelöléseként.